# Cron
|  | Per a altres significats, vegeu «cron (Unix)». |

Un cron (del grec χρόνος ([xronos] chronos, temps)) és una unitat de temps que equival a un milió d'anys. És utilitzada en geologia per determinar edats.
1 cron = 10⁶ anys és a dir: 1.000.000 d'anys
1 cron = 1 Ma SI és a dir: 1 megaannum
Unitat geocronològica de rang inferior a l'edat.